# Тайдаково (Самарская область)
Тайда́ково (чув. Тайтак) — село Шигонского района Самарской области, административный центр сельского поселения Тайдаково.

## География
Село Тайдаково расположено на одноимённой реке Тайдаково в 10 км от села Усолье.
Село связано с районным центром Шигоны и ближайшими сёлами дорогами с асфальтовым покрытием.
Улицы
Восточная, Садовая, Ленина, Советская, Молодёжная, Заречная, Набережная, Пионерская, Мира, Степана Разина, Школьная.

## История
Село основано в конце XVII века. Жители — чуваши, помещичьи крестьяне, принадлежавшие в начале XVIII века князю А. Д. Меншикову, затем — графам Орловым (в 1829 году деревня принадлежала графу В. Г. Орлову); занимались земледелием и животноводством. В начале XX века в селе функционировали церковно-приходская школа, церковь, женское рукодельное училище, содержавшееся на средства графини Орловой-Давыдовой. 
Административно-территориальная принадлежность
В составе: Сызранского уезда Симбирской губернии (в XIX — начале XX вв). 
Религия
Население официально было крещено в 1829 году, но до 1930-х годов придерживалось традиционных верований и обрядов (çĕнĕ çул, çăварни, мункун, çимĕк, çумăр чӳк, вăйă, сĕрен, çурта кунĕ, юпа), сохранялись культовые места (чӳк çырми, ырсам, киремет). 

В 1851 году на средства графа Владимира Петровича Орлова-Давыдова в деревне была выстроена деревянная церковь с престолом во имя святого благоверного князя Александра Невского, в 1887 году открыта церковно-приходская школа. 

## Население
| 2010 |
| ---- |
| 506  |

Число жителей: в 1719 году — 85 мужчин; в 1723 — 99 мужчин; в 1781 — 137 мужчин; в 1795 — 884 человека; в 1857 — 755; в 1879 — 789; в 1897 — 907; в 1913 — 982; в 1989 — 641; в 2002 — 559 чел.

По данным Всероссийской переписи населения 2002 года в селе Тайдаково Тайдаковской волости проживали 559 человек, преобладающая национальность — чуваши (75%).

## Достопримечательности

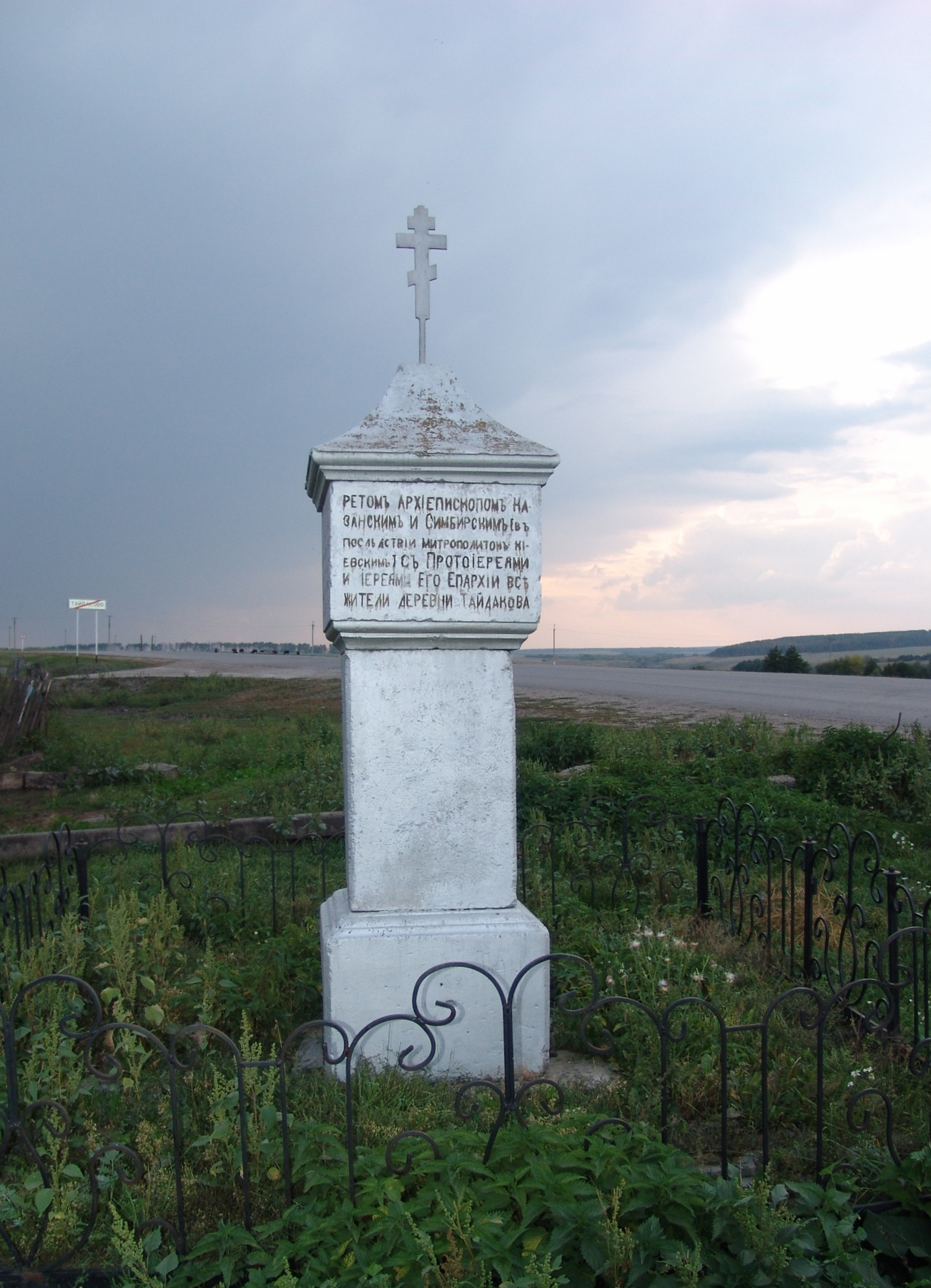
Памятник крещению жителей села

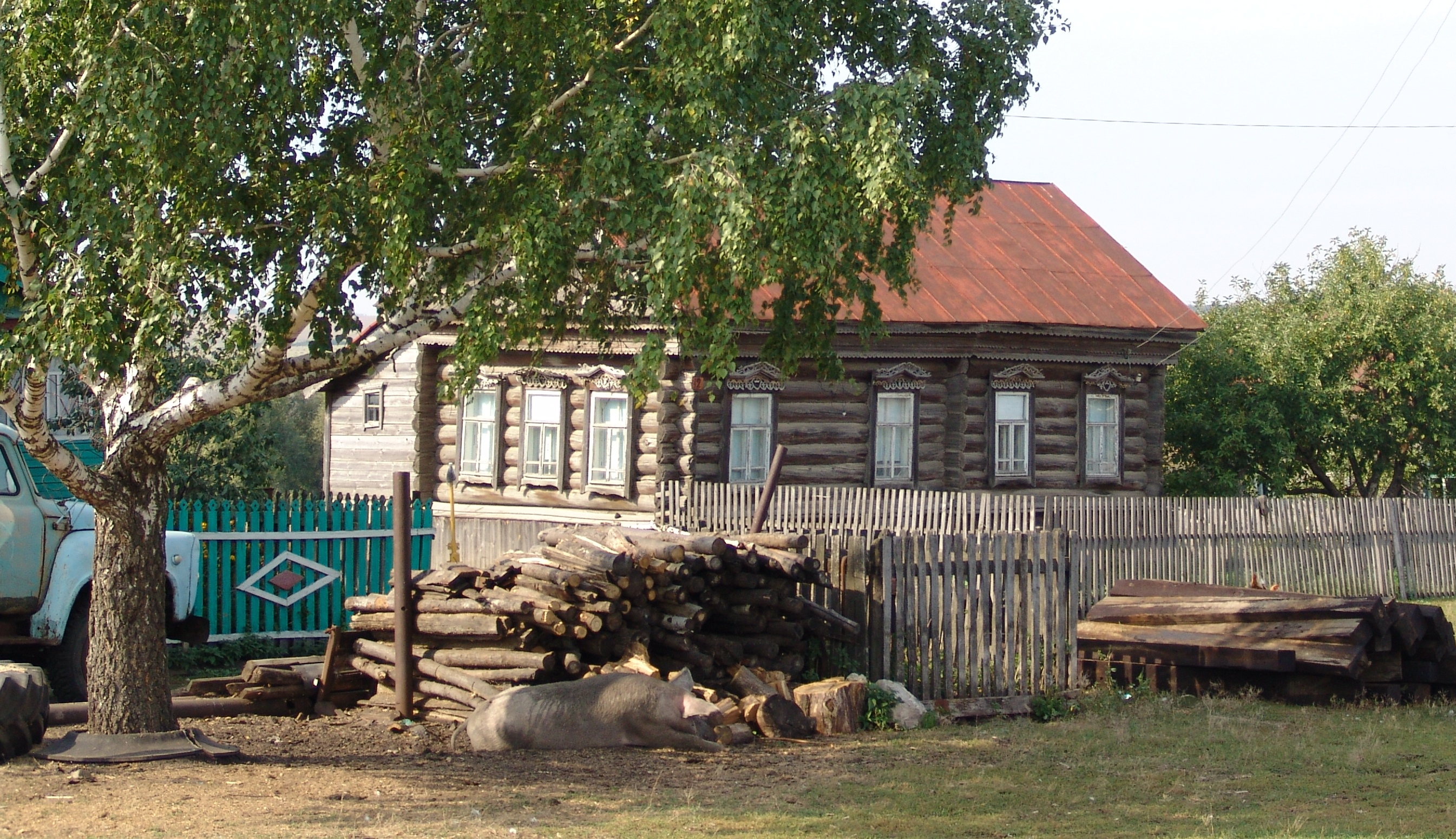
Сельский пейзаж

1829 года августа 30 дня на сем месте была поставлена полотняная церковь Ставропольского Калмыцкого войска. В этот же день были крещены Преосвященным Филаретом, архиепископом Казанским и Симбирским, впоследствии митрополитом Киевским, и с протоиереями и иереями его епархии все жители деревни Тайдакова язычники-чуваши, в числе около 370 мужского и 360 женского пола душ в пруду речки Тайдаковки в двух устроенных от плотины особых для каждого пола крещальнях. А 31 августа из них все, поязычески женатые, в тот же церкви по православному обычаю повенчаны иереями соседних с их причтами.

## Уроженцы
Самаркин, Степан Кузьмич (1918, Тайдаково, Сызранский уезд, Симбирская губерния — 1986, Свердловск) — военачальник, генерал-майор (1964). В Красной Армии с августа 1938 года. Участник Великой Отечественной войны 1941—1945 годов. В 1968—1974 годах начальник Свердловского суворовского военного училища. Награждён орденами Отечественной войны 1-й степени, Красной Звезды (дважды), «Знак Почёта», медалями.